# Peire Fabre d'Uzès
Peire Fabre d'Uzès o Fabre d'Uzès (fl. XIII secolo) è un trovatore minore linguadociano del XIII secolo originario d'Uzès.
Dalle informazioni tratte dalla biografia che ne dà Nostradamus, non proprio irreprensibile per quanto concerne l'attendibilità, si apprende che gli scritti di Fabre si riducono a una mediocre canzone galante e a un poemetto morale intriso di luoghi comuni.